# Kápolnásnyék
Kápolnásnyék là một thị trấn thuộc hạt Fejér, Hungary. Thị trấn này có diện tích 41,5 km², dân số năm 2010 là 3525 người, mật độ 85 người/km².